# Wilhelm Hoenerbach
Wilhelm Hoenerbach (* 21. März 1911 in Köln; † 10. Mai 1991 in Troisdorf) war ein deutscher Islamwissenschaftler.

## Leben
Wilhelm Hoenerbach studierte in Köln und Bonn Islamwissenschaft und Philologie (Anglistik und Romanistik). 1934 wurde er Mitglied der DMG. 1936 promovierte er mit dem Hauptfach Islamwissenschaft in Bonn. Er wurde Assistent von Otto Spies in Breslau. Zum 1. Mai 1937 trat er der NSDAP bei (Mitgliedsnummer 4.016.408).
1939 habilitierte er bei Spies an der Universität Breslau. Von 1946 an lehrte er als Privatdozent an der Universität Bonn und war Assistent von Spies am Orientalischen Seminar. 1954 erhielt er eine außerordentliche Professur in Bonn, 1959 eine Gastprofessur in Los Angeles. Von 1962 bis 1970 hatte er an der Universität Kiel den Lehrstuhl für Islamwissenschaft inne, anschließend leitete er bis zu seiner Emeritierung 1976 das Orientalische Seminar der Universität Bonn.
Ein besonderer Arbeitsschwerpunkt Hoenerbachs war die Erforschung und Herausgabe von Quellen zur islamischen Herrschaft in Al-Andalus. Hoenerbach galt zu seiner Zeit als der bedeutendste deutsche Kenner des spanischen und nordafrikanischen Islam. In einem ausführlichen Vorwort zu seiner 1970 erschienenen Übersetzung der Chroniken von Ibn al-Chaṭīb (1313–1374) vergleicht er dessen Geschichtsauffassung mit der des Dichters und Chronisten Pedro López de Ayala (1332–1407).
Hoenerbach war Mitglied der KDB Rheno-Guestphalia zu Bonn im RKDB.

## Schriften
- Deutschland und seine Nachbarländer nach der großen Geographie des Idrīsī († 1162, Sektionen, 5, 2 u. 6, 2) (= Bonner orientalistische Studien; H. 21). Kohlhammer, Stuttgart 1938 (zugleich: Bonn, Phil. Dissertation, 1938).
- Das nordafrikanische Itinerar des ʿAbdarl vom Jahre 688/1289 (= Abhandlungen für die Kunde des Morgenlandes; Bd. 25,4). Deutsche Morgenländ. Ges.; F. A. Brockhaus in Kommission, Leipzig 1940 (zugleich Breslau, Philosophische Fakultät, Habilitations-Schrift, 1939).
- Waṯīma’s Kitāb ar-Ridda aus Ibn Haǧar’s Iṣāba. Ein Beitrag zur Geschichte des Abfalls der Araberstämme nach Muḥammads Tod (= Abhandlungen der Akademie der Wissenschaften und der Literatur. Geistes- und sozialwissenschaftliche Klasse. Jg. 1951, Nr. 4). Verlag der Akademie der Wissenschaften und der Literatur, Mainz; Steiner in Kommission, Wiesbaden 1951.
- Cervantes und der Orient. Verlag für Orientkunde, Walldorf/Hessen 1953.
- Die vulgärarabische Poetik al-Kitāb al-‘Āṭil al-ḥālī wal-muraḫḫaṣ al-ġālī des Ṣafīyaddīn Ḥillī. Steiner, Wiesbaden 1956.
- Das nordafrikanische Schattentheater. Rheingold-Verlag, Mainz 1959.
- Spanisch-islamische Urkunden aus der Zeit der Naṣriden und Moriscos. Orientalisches Seminar der Universität, Bonn 1965 (eingeschränkte Vorschau in der Google-Buchsuche).
- Der Orient in der Forschung. Harrassowitz, Wiesbaden 1967.
- Araber und Mittelmeer. Hirt, Kiel 1967.
- Dichterische Vergleiche der Andalus-Araber Ibn-al-Kattānī, Abū-ʿAbdallāh Muḥammad Ibn-al-Ḥasan. Orientalisches Seminar der Universität Bonn, Bonn 1973.
- Studien zum (Mauren-und-Christen)-Festspiel in Andalusien. Verlag für Orientkunde Vorndran, Walldorf (Hessen) 1975, ISBN 3-936687-24-2.
- Agrarische Vorstellungen in Nordafrika. Protokolle. Deutsche Morgenländische Gesellschaft, Kommissionsverlag F. Steiner, 1984, ISBN 3-515-04064-1.

Übersetzungen
- Ibn at-Taiyib: Fiqh an-naṣrānīya. Das Recht der Christenheit. Hrsg. von Wilhelm Hoenerbach und Otto Spies (= Corpus scriptorum christianorum Orientalium; Vol. 167: Scriptores Arabici; T. 18). Imprimerie orientaliste, Louvain 1957 (eingeschränkte Vorschau in der Google-Buchsuche).
- Ibn al-Chaṭīb: Islamische Geschichte Spaniens. Übersetzung der Aʿmāl al-aʿlām und ergänzender Texte. Artemis, Zürich 1970 (eingeschränkte Vorschau in der Google-Buchsuche).